# Saaxil

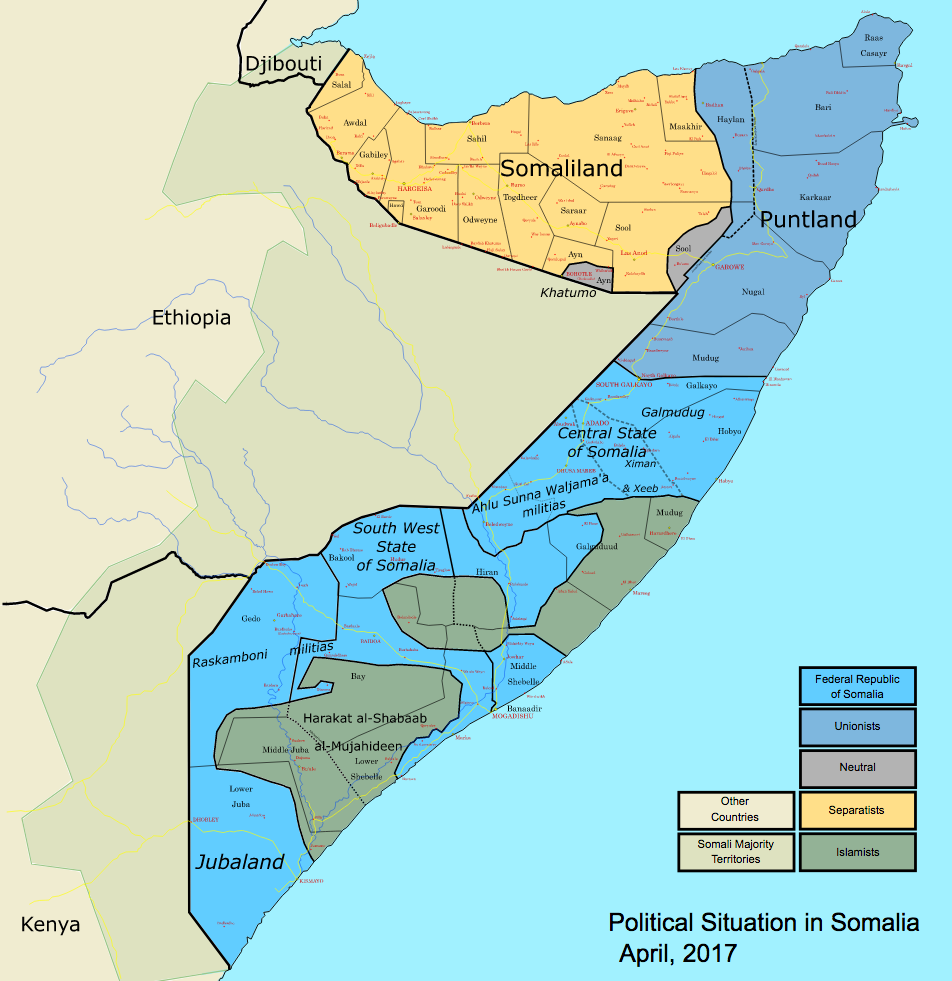
La Somalie au 20 mai 2011

Saaxil, ou Sahil (sahel, côte) est une région au Nord de la Somalie, sur le Golfe d'Aden, avec pour capitale Berbera.
Cette province autoproclamée, détachée illégalement de la province de Woqooyi Galbeed, dépend du Somaliland.

## Histoire
Autrefois connu sous le nom de district de Berbera, il était l'un des six districts qui constituaient le protectorat du Somaliland britannique. En 1960, l'État indépendant du Somaliland s'est uni au Somaliland italien pour former la République somalienne. En 1964, le district de Berbera a fusionné avec le district de Borama (aujourd'hui Awdal) et le district de Hargeisa (aujourd'hui Maroodi Jeh) pour former la région de Woqooyi Galbeed (littéralement « Nord-Ouest », également connue sous le nom de région de Hargeisa).
Entre 1968 et 1982, certaines parties du district ont été intégrées à la région de Togdheer. Awdal a été créé à partir des parties occidentales de la région de Woqooyi Galbeed en juin 1984. Cependant, Sahil était le seul des six anciens territoires britanniques à être reconstruit sous le régime du gouvernement somalien.
Lorsque la guerre civile somalienne a éclaté, l'ancien territoire britannique a déclaré la restauration de l'État du Somaliland avant son indépendance. En décembre 1989, le gouvernement du Somaliland a créé la région de Sahil. En 1998, le district de Sheikh a été intégré depuis la région de Togdheer. En vertu de la loi sur l'autonomie locale de 2002, Sahil a été établi comme l'une des six régions composant le Somaliland.
Le Somaliland a été réorganisé le 22 mars 2008, modifiant le territoire de Sahil. Cependant, une nouvelle loi sur les administrations locales est entrée en vigueur le 4 janvier 2020, et le territoire de Sahil a été restauré.